# Ла Мариня Ориентал
Ла Мариня Ориентал (на испански: La Mariña Oriental; на галисийски: A Mariña Oriental) е район (комарка) в Испания, част от провинция Луго на автономната област Галисия. Населението е около 17 400 души.

## Общини в района
- Барейрос
- Пуенте Нуево
- Рибадео
- Трабада